# Bahnhof Ōmi
Der Bahnhof Ōmi (jap. 大海駅, Ōmi-eki) ist ein Bahnhof auf der japanischen Insel Honshū, betrieben von der Bahngesellschaft JR Central. Er befindet sich in der Präfektur Aichi auf dem Gebiet der Stadt Shinshiro.

## Beschreibung
Ōmi ist ein Zwischenbahnhof an der von JR Central betriebenen Iida-Linie, die Toyohashi mit Iida und Tatsuno verbindet. Regionalzüge verkehren in der Regel alle 30 bis 60 Minuten zwischen Toyohashi und Hon-Nagashino, wobei einzelne Züge bis nach Tenryūkyō oder Okaya an der Chūō-Hauptlinie durchgebunden werden. In der Nähe des Bahnhofs befinden sich zwei Bushaltestellen, die von mehreren Linien der Gesellschaften Toyotetsu Bus und Shinshiro-shi S-Bus bedient werden.
Der Bahnhof steht im Stadtteil Minamida-Ōmi auf der rechten Seite des Toyokawa-Tals. Die Anlage ist von Westen nach Osten ausgerichtet und besitzt drei Gleise, die alle dem Personenverkehr dienen. Sie liegen am Hausbahnsteig und einem Mittelbahnsteig; letzterer ist über einen Niveauübergang mit dem Empfangsgebäude an der Nordseite verbunden. Früher existierte ein Anschlussgleis zu einem Holzlagerplatz.

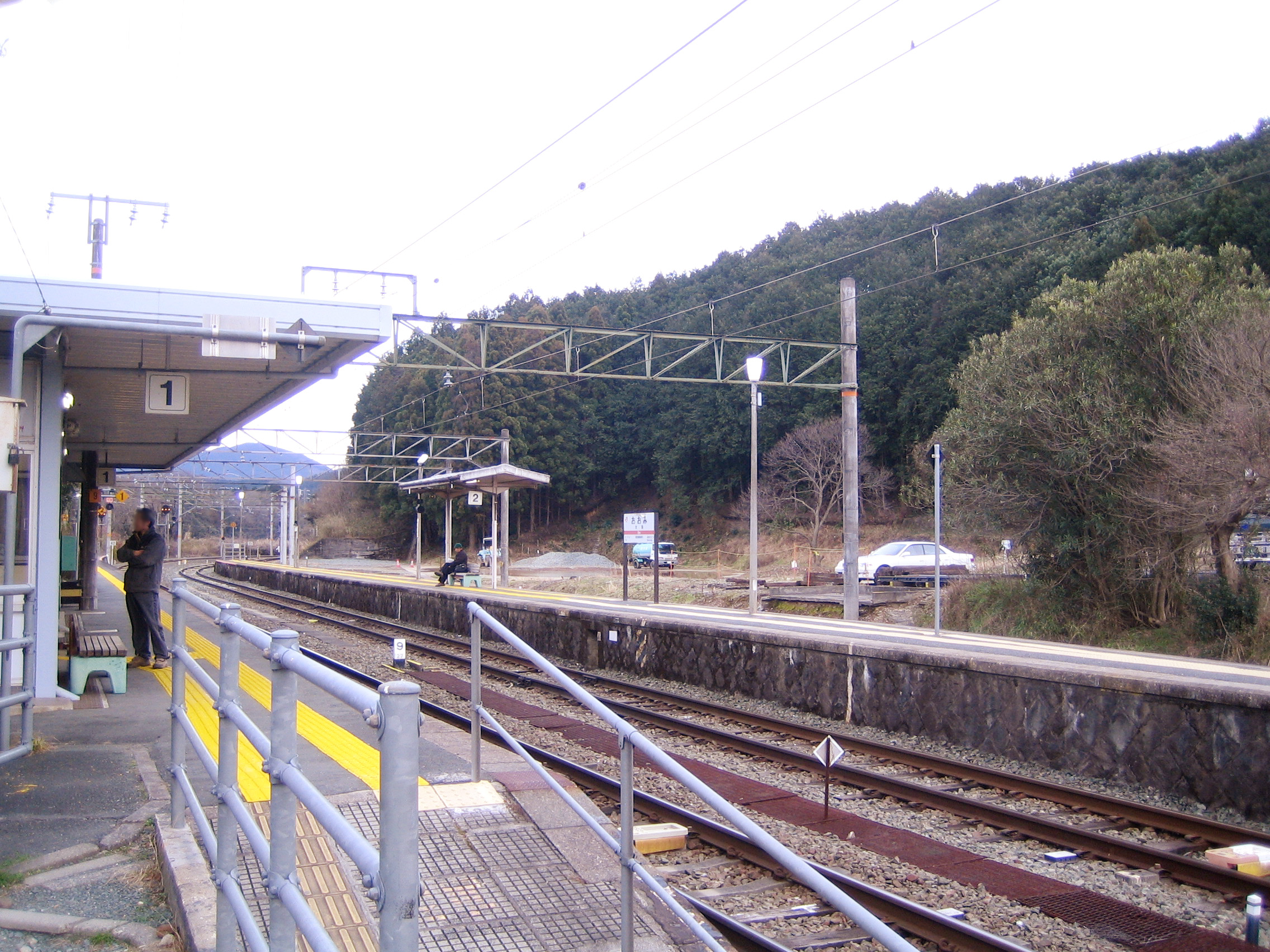
Bahnsteig

## Geschichte
Die Bahngesellschaft Toyokawa Tetsudō hatte 1897 die Strecke zwischen Toyohashi und Toyokawa eröffnet. Drei Jahre später, am 23. September 1900, verlängert sie diese bis hierhin. Da das Unternehmen in finanzielle Schwierigkeiten geriet, unterblieb der geplante Weiterbau und Ōmi war mehr als zwei Jahrzehnte lang Endstation. Ab 15. März 1903 trug der Bahnhof den Namen Nagahino (長篠). Da er eine Art Einfallstor zu mehreren Orten in der Region war, entstanden um ihn herum mehrere Ryokans und Gastronomiebetriebe; ebenso siedelten sich Transportunternehmen an, welche die Feinverteilung von Personen und Gütern übernahmen.
Eine weitere Bahngesellschaft, die Hōraiji Tetsudō setzte den Streckenbau schließlich fort und eröffnete am 1. Februar 1923 den Abschnitt nach Mikawa-Kawai. Da die Hōraiji Tetsudō eine Tochtergesellschaft der Toyokawa Tetsudō war, verkehrten sämtliche Züge durchgehend und die einstige Endstation verlor markant an Bedeutung. Am 1. August 1943 wurden die Bahnanlagen beider Unternehmen verstaatlicht und bildeten von nun an einen Teil der Iida-Linie; am selben Tag erhielt der Bahnhof seinen ursprünglichen Namen zurück. Für den Betrieb war das Eisenbahnministerium verantwortlich, ab 1949 die Japanische Staatsbahn.
Im Jahr 1969 erstellte die Staatsbahn das heutige Empfangsgebäude. Aus Kostengründen stellte sie am 16. Januar 1984 den Güterumschlag ein, am 1. Februar 1984 auch die Gepäckaufgabe. Seit 1985 ist der Bahnhof nicht mehr mit Personal besetzt. Im Rahmen der Staatsbahnprivatisierung ging er am 1. April 1987 in den Besitz der neuen Gesellschaft JR Central über.